# Virginia Slims of Philadelphia 1993
Virginia Slims of Philadelphia 1993 — жіночий тенісний турнір, що проходив на закритих кортах з килимовим покриттям Філадельфійського громадського центру у Філадельфії (штат Пенсільванія, США). Належав до турнірів 1-ї категорії в рамках Туру WTA 1993. Відбувся водинадцяте і тривав з 9 листопада до 14 листопада 1993 року. Друга сіяна Кончіта Мартінес здобула титул в одиночному розряді й отримала 150 тис. доларів США.

## Фінальна частина

### Одиночний розряд
Кончіта Мартінес —  Штеффі Граф 6–3, 6–3
- Для Мартінес це був 5-й титул в одиночному розряді за сезон і 16-й — за кар'єру.

### Парний розряд
Катріна Адамс /  Манон Боллеграф —  Кончіта Мартінес /  Лариса Савченко 6–2, 4–6, 7–6(9–7)